# ف. موراي أبراهام
ف. موراي أبراهام (بالإنجليزية: F. Murray Abraham)‏، ممثل أمريكي من اصل سوري أرثوذكسي من ناحية الاب وإيطالي من ناحية الام وهو ممثل أمريكي من مواليد 24 أكتوبر 1939، حاصل على جائزة الأوسكار 1984 كأفضل ممثل عن دوره في فيلم أماديوس كما حصل بنفس الدور على جائزة الغولدن غلوب 1985 كأفضل ممثل في فيلم درامي.

## السيرة الفنيّة

### أفلام
- 1976: كل رجال الرئيس (الدور: بول ليبر)
- 1983: الوجه ذو الندبة (الدور: عمر سواريز)
- 1984: أماديوس (الدور: أنطونيو سالياري)
- 1993: لاست أكشن هيرو (الدور: المحقق جون براكتس)
- 1995: أفروديت القوية (الدور: قائد جوقة موسيقية)
- 1997: ميميك (الدور: الدكتور غيتس)
- 1999: سفينة نوح (الدور: لوط)
- 2000: العثور على فوريستر (الدور: البروفيسور روبرت كروفورد)
- 2004: جسر سان لويس راي (الدور: نائب ملك البيرو)
- 2013: داخل لوين ديفيس (الدور: باد غروسمان)
- 2013: سقوط الرجل الميت (الدور: غريغور)
- 2014: فندق بودابست الكبير (الدور: السيد "مصطفى")
- 2018: جزيرة الكلاب (الدور: جوبيتر)
- 2018: روبن هود (الدور: الكاردينال)
- 2019: كيف تروض تنينك: العالم الخفي (الدور: غريمل)
- 2019: النبيلة والشارد (الدور: طوني)

### مسلسلات
- 2012 - 2018: أرض الوطن (الدور: دار آدال)
- 2013: ابتدائي (الدور: دانيال غوتليب)
- 2017: اكبح حماسك (الدور: شخصيته الحقيقية)
- 2019: أورفيل (الدور: رئيس المجلس)

## وصلات خارجية
- ف. موراي أبراهام على موقع IMDb (الإنجليزية)
- ف. موراي أبراهام على موقع الموسوعة البريطانية (الإنجليزية)
- ف. موراي أبراهام على موقع روتن توميتوز (الإنجليزية)
- ف. موراي أبراهام على موقع مونزينجر (الألمانية)
- ف. موراي أبراهام على موقع قاعدة بيانات الأفلام العربية
- ف. موراي أبراهام على موقع ألو سيني (الفرنسية)
- ف. موراي أبراهام على موقع ميوزك برينز (الإنجليزية)
- ف. موراي أبراهام على موقع تيرنر كلاسيك موفيز (الإنجليزية)
- ف. موراي أبراهام على موقع أول موفي (الإنجليزية)
- ف. موراي أبراهام على موقع قاعدة بيانات برودواي على الإنترنت (الإنجليزية)
- F. Murray Abraham at قاعدة بيانات الإنترنت خارج برودواي
- ف. موراي أبراهام على موقع تي في.كوم
- Yahoo! Movies bio
- F. Murray Abraham at IMG Artists